# 平民天后
《莉琪的異想世界》（英語：The Lizzie McGuire Movie，又译《麻雀变凤凰》、《麻雀变明星》），是2003年由吉姆·法爾執導的美國青少年喜劇電影。該片是迪士尼頻道同名電視連續劇的大結局，也是第一部改編自迪士尼頻道系列的戲劇電影。本片由希拉蕊·朵芙、亚当·藍伯格、罗伯特·卡拉丹、哈莉·托德和杰克·湯瑪斯主演，講述了莉齊她从初级中学毕业并随班级旅行至罗马的开头开始。本片於2003年5月2日由博偉電影發行公司發行，在《X戰警2》之後的國內票房中排名第二。本片的事件發生在《莉琪的異想世界》的第二季和最後一集之後。

## 剧情
莉琪·迈奎尔和她的兩個最親密的朋友之一大衛·“戈德”·戈登為她的中學畢業做準備。他們的另一個好朋友米蘭達·桑切斯選擇跳過畢業典禮，轉而去墨西哥城探望她的親戚。在儀式上，莉琪在舞台上絆倒，不小心拉開了她的畢業生的帷幕；這導致她被她的弟弟麥特和她以前最好的朋友凱特·桑德斯取笑。畢業後，莉琪和她的同學們在他們未來嚴格的高中校長安吉拉·安格邁女士的陪同下開始了一次羅馬之旅。班上的其他人選擇了去水上樂園旅行。令他們沮喪的是，莉琪和凱特被分配到同一個酒店房間。
他們的班級參觀了特雷維噴泉，一位名叫保羅·瓦利薩里的義大利流行歌星找到了莉琪，他誤以為她是他的歌唱夥伴伊莎貝拉·帕里吉。保羅讓莉琪第二天在噴泉旁與他見面，她假裝生病偷偷溜走。他解釋說他和伊莎貝拉被預定參加國際音樂錄影帶獎，但在他們的合作關係破裂後她離開了義大利。保羅告訴莉琪模仿伊莎貝拉的嘴型對唱，並懇求她在音樂會上假扮伊莎貝拉，這樣他們就不會因為取消而被罰款。莉琪不情願地同意了，但很快就開始享受這種體驗並愛上了保羅。
莉琪繼續假裝生病為典禮做準備，但凱特很快就發現了她的秘密。令莉琪驚訝的是，凱特同意幫助她，兩人再次變得友好。與此同時，安格邁女士審問學生，了解誰偷偷溜出去。戈德承擔了責任並被送回家作為懲罰。莉琪從凱特口中得知戈德犧牲了自己來保護她，她感到非常震驚。家中，麥特瀏覽網路並找到義大利八卦網站，上面有莉琪飾演伊莎貝拉的照片。當他向父母謊稱想念莉琪，藉此全家飛往羅馬。
在機場，戈德遇到了真正的伊莎貝拉，她對有人冒充她感到不安。她和戈德意識到，保羅正計畫讓緊張的莉琪在典禮上不知不覺地現場演唱，就像伊莎貝拉實際上那樣，給人留下伊莎貝拉是個騙子的印象，這會損害伊莎貝拉的事業，讓莉琪難堪。戈德和伊莎貝拉沖向頒獎典禮攔截她。當麥奎爾一家抵達羅馬時，安格邁女士得知莉琪失踪了。莉琪的室友伊桑·克拉夫特透露，她正在國際音樂錄影帶獎上表演，莉琪的家人和全班同學也趕往了頒獎典禮。在後台，戈德和伊莎貝拉發現莉琪正在準備儀式，並警告她保羅的計畫。莉琪起初拒絕相信他們，但伊莎貝拉說服了她。安格邁女士推開保鏢，讓全班同學和莉琪的家人參加了表演。
在表演過程中，伊莎貝拉和戈德通過打開麥克風暴露了他的真實聲音，揭露了實際上是保羅在對嘴唱。保羅尷尬地跑下舞台，他的保鑣瑟吉拋棄了他，並在外面被狗仔隊伏擊。伊莎貝拉將莉琪介紹給人群，兩人一起演唱了《What Dreams Are Made Of》。當伊莎貝拉離開舞台時，莉琪完成了這首歌的獨奏，表現出新的自信。後來，他們都在酒店的晚宴上慶祝，安格邁女士取消了對戈德的處罰。莉琪的父母告訴她，雖然她在暑假被禁足，但他們仍然為她感到驕傲。莉琪和戈德偷偷溜出派對上屋頂，在那裡他們承諾永遠不會讓他們之間的事情發生變化。兩人接吻，然後在遇到更多麻煩之前重新加入晚宴。當電影以拼寫“The End”的煙火結束時，動畫中的莉齊模仿了小叮噹，向觀眾眨眼並結束了該系列影集。

## 主演
- 伊丽莎白·布鲁克·“莉琪”·迈奎尔（Elizabeth  "Lizzie" McGuire）和伊莎貝拉·帕里吉（Isabella Parigi）...... 希拉蕊·朵芙 飾
  - 伊莎貝拉·帕里吉的歌聲由海莉·朵芙（英语：Haylie Duff）提供
- 大衛·澤菲爾·“戈德”·戈登（David Zephyr "Gordo" Gordon）......亚当·藍伯格（英语：Adam Lamberg） 飾，莉琪最要好的朋友
- 山謬·“山姆”·麥奎爾（Samuel "Sam" McGuire）......罗伯特·卡拉丹（英语：Robert Carradine） 飾，莉琪和麥特的父親
- 喬安妮·“喬”·迈奎尔（Joanne "Jo" McGuire）......哈莉·托德（英语：Hallie Todd） 飾，莉琪和麥特的母親
- 马修·“麥特”·迈奎尔（Matthew "Matt" McGuire）......杰克·湯瑪斯（英语：Jake Thomas） 飾，莉琪的弟弟
- 保羅·瓦利薩里（Paolo Valisari）......亞尼·蓋爾曼（英语：Yani Gellman） 飾，義大利流行歌星，伊莎貝拉的前搭檔和主要對手
- 安吉拉·安格邁女士（Ms. Angela Ungermeyer）......艾利克斯·布斯汀 飾，莉琪、戈德，凱特和伊森的監護人兼導遊以及他們未來的中學校長
- 伊桑·克拉夫特（Ethan Craft）......克莱顿·辛德尔（英语：Clayton Snyder） 飾，莉琪和戈德的同學
- 凱特琳·“凯特”·桑德斯（Katherine "Kate" Sanders）......艾許莉·布里劳特（英语：Ashlie Brillault） 飾，莉琪最受歡迎的前好朋友
- 瑟吉（Sergei）......布蘭登·凱利（英语：Brendan Kelly） 飾，保羅的保鏢
- 梅林娜·比安科（Melina Bianco）......卡莉·施羅德（英语：Carly Schroeder） 飾，麥特最好的朋友
- 艾斯科巴老師（Mr. Escobar）......丹尼爾·埃斯科瓦爾（英语：Daniel Escobar） 飾，丘嶺中雪戲劇老師和合唱團總監
- 喬吉歐（Giorgio）......喬迪·萊科特（Jody Raicot）飾，酒店經理
- 芬佳·迪蒙特卡蒂尼（Franca DiMontecatini）......泰拉·C·麥克勞德（Terra C. MacLeod） 飾，服裝設計模特兒總監
- 舞台總監......克勞德·諾頓（Claude Knowlton） 飾

## 製作
- 本片在2002年秋季於羅馬拍攝。[5]
- 饰演米蘭達·桑切斯（Miranda Sanchez）的拉萊恩（英语：Lalaine）沒有在電影中出現的原因從沒有得到明確的解釋，而且成為了支持者們的話題。（她同時沒有在電視劇集最後的幾集的拍攝中出現。） 有指她的缺席是由於她當時在墨西哥城度假，但真正的原因是她決定退出電視劇集的去拍攝迪士尼頻道原創電影《願望成真（英语：You Wish! (film)）》。
- 原始的電影標題是《Ciao, Lizzie!》。
- 該電影原本計畫在2003年3月上映。
- 在羅馬競技場舉行演唱會的虛構場景拍攝於羅馬奧林匹克體育場。
- 電影中的機場是溫哥華國際機場（YVR），座落於溫哥華。
- 莉琪與保羅騎在偉士牌上時，參照了奧黛麗·赫本主演的《羅馬假期》。
- 在該電視劇集中常見但在電影中沒有出現的角色有克萊爾·米勒（Claire Miller），賴瑞·塔吉曼（Larry Tudgeman）和藍尼·奧納西斯（Christian Copelin）等。

## 反響

### 關鍵評論
根據102條評論，本片在爛番茄上的支持率為40%，平均評分為5.3/10。該網站的評論家一致認為這部電影：“一部無害的絨毛，應該滿足電視節目的粉絲。”在Metacritic上，基於28位評論家，這部電影的加權平均得分為56分（滿分100分），表明“混合或平均評論”。CinemaScore調查的觀眾給本片從 A+ 到 F 的平均評分為“B”。
《娛樂周刊》的史考特·布朗（Scott Brown）給這部電影 B+：“讓我們面對現實吧：莉琪·麥奎爾（希拉蕊·朵芙飾）太光彩了，即使按照她的‘豪華郊區環境’的標準，也不能成為初中的失敗者。但這並沒有在忠實追隨迪士尼頻道節目的6歲及以上兒童中，不會玷污她復出的孩子的信譽——這並沒有讓《莉琪的異想世界》這部聰明的、令人愉快的失重戲劇演出變得不那麼令人愉快。”羅傑·艾伯特在四顆星中給了這部電影兩顆星，但稱讚了艾利克斯·布斯汀的演技，稱她的作品是“電影中唯一真正令人愉快的元素；其他一切都簡單而專業。”

### 票房
在首映週末，本片在美國和加拿大的2,825家影院獲得了1,730萬美元的票房收入，僅次於《X戰警2》，排名第二。《莉琪的異想世界》在國內票房為4,270萬美元，在國際票房為1,280萬美元，全球總票房為5,550萬美元。

### 家庭媒體
本片於2003年8月12日以VHS和DVD形式發行。
自2019年11月12日起，該電影連同該系列可在迪士尼+上播放

## 續集取消
在本片拍完之後，有計劃繼續《莉琪的異想世界》系列，其中一部包括一部計畫中的續集電影。 由於與達夫和迪士尼的創意差異，這一切都沒有發生。2019年8月，有消息稱《莉琪的異想世界》將進入迪士尼+，希拉蕊·朵芙將重新扮演她的角色，泰莉·敏斯基將重新擔任主持人。亚当·藍伯格、杰克·湯瑪斯，哈莉·托德和罗伯特·卡拉丹也將以他們最初的角色重返該劇。該系列劇與迪士尼頻道合作開始製作，但在敏斯基離開後進入停頓期，並沒有恢復，於2020年12月正式取消。

## 流行文化
- 在影片的開頭，莉琪正在假唱英國女子組合原子少女貓的《The Tide Is High（英语：The Tide Is High）》（金髮美女原唱）。
- 《平民天后電影原聲大碟（英语：The Lizzie McGuire Movie (soundtrack)）》指當中希拉蕊·朵芙的歌曲《Girl In The Band》及Vitamin C（英语：Vitamin C (singer)）的歌曲《Volaré（英语：Nel blu, dipinto di blu (song)）》並沒有在電影中出現，但在電視最後所有人在找莉琪時，伊森正戴著耳筒聽著朵芙的歌曲；當保羅帶莉琪坐偉士牌時，背景音樂正是Vitamin C的歌曲。
- 莉琪的父親曾在機場提及過黛安·索耶。該對白是「誰會寄錄影帶給黛安·索耶去令你如此尷尬？」
- 在《辛普森一家》的《Co-Dependent's Day（英语：Co-Dependent's Day）》一集中，荷馬與馬芝正在收看《平民天后》。
- 《威爾與格蕾絲》的一集中，威爾提及格蕾絲想去看《平民天后》。

## 軼事
- 莉琪的全名是伊莉莎白（原文：Elizabeth），而在伊莉莎白義大利的發音是“Elisabetta”。
- 在“Disney Channel's So Hot Summer! 2006”中，這部電影於《Click It to Pick It》電影對決中勝出，打敗了電影《公主日記》。
- 當電影在迪士尼頻道初次上演時，任何人說的"天啊"（原文：God）都被刪去。